# Verborgen gebreken (recht)
Een verborgen gebrek is, binnen het Nederlands rechtsstelsel, een gebrek dat zich na de koop (of na de oplevering of aanvaarding bij nieuwbouw) kan openbaren of zichtbaar kan worden, zonder dat dit daarvoor zichtbaar was. Een verborgen gebrek kan zich voordoen in gebouwen, maar ook in andere goederen en zaken. Een puppy (jong van een hondenras) kan op latere leeftijd onvruchtbaar blijken. Er is dan feitelijk sprake van een verborgen gebrek. Maar in de handel wordt dit als risico onderkend en leidt dan niet tot aansprakelijkheid van verkoper.
Zowel koper als verkoper hebben de plicht om enerzijds de zaak (bijvoorbeeld de woning) te onderzoeken op gebreken (kopersplicht) en anderzijds eventuele gebreken te melden (verkopersplicht). Vanuit de wet (Burgerlijk Wetboek artikel 7:17 en verder) wordt de koper eigenaar van het goed of de zaak inclusief alle huidige bestaande en in de toekomst mogelijk te ontstane gebreken. Daarop is echter een uitzondering mogelijk namelijk: indien een gebrek (na verkoop) een zodanige vorm aanneemt dat normaal gebruik van het goed of de zaak niet mogelijk is, dan is verkoper verantwoordelijk voor de (eventuele) schade en het oplossen van het verborgen gebrek.

## Algemene gebreken
De eventueel na de koop/verkoop zichtbare gebreken kunnen worden verdeeld in de volgende categorieën:
Niet onderkende gebrekenEen niet onderkend gebrek is een gebrek dat WEL zichtbaar was, maar door  beide partijen niet goed onderzocht en daarmee niet goed herkend. Na de koop blijkt de ernst van het probleem. Verkoper is dan (vaak) nog aansprakelijk voor de daarmee gemoeide schade. Het gaat dan om vrij ernstige gebreken, zoals roestvorming in een draagconstructie waardoor de draagkracht van stalen onderdelen niet meer toereikend is en er gevaar bestaat voor instorting (risico's inzake constructieve veiligheid).
Niet gemelde gebreken (die wel bij verkoper bekend waren)Verkoper is in gebreken gebleven inzake zijn plicht openheid van zaken te geven. Verkoper is dan aansprakelijk. De grootte van het gebrek speelt dan geen rol. Bijvoorbeeld niet zichtbare schade aan wanden waar nog meubilair voor staat.
Niet zichtbare, dus verborgen gebrekenEen gebrek doet zich voor NA de verkoop. Het gebrek, de schade en/of de oorzaak  van het gebrek was vooraf niet zichtbaar en ook niet te controleren of te constateren zonder destructief onderzoek. Bijvoorbeeld een lekkage en verstopping in een riolering onder maaiveld in de gevel als gevolg van zetting van het gebouw. Verkoper is verantwoordelijk en de herstelkosten zijn (vaak) voor rekening van de verkoper.

## Feitelijke of juridische gebreken
Verborgen gebreken (algemene verborgen gebreken) kunnen naast feitelijke (bouwkundige of technische) gebreken ook juridische gebreken zijn. Er is dan sprake van een situatie waarbij er juridische bezwarende omstandigheden zijn waardoor normaal gebruik en genot niet mogelijk zijn. Voorbeelden hiervan zijn:
- erfdienstbaarheid
- recht van overpad
- recht van opstal (derden)
- verpanding
- blijk van verhuur

Deze kunnen "verborgen" blijken na verkoop in bijzondere omstandigheden, zoals bij erfenis aanvaarding.
Dit geldt uitdrukkelijk niet voor de publiekrechtelijke beperkingen zoals omschreven in een vigerend bestemmingsplan of bestuursdwang-aanschrijving.